# 吉田牧場 (北海道)
有限会社吉田牧場（よしだぼくじょう）は、北海道勇払郡安平町にある牧場。2020年まで競走馬を生産し、特に1950年代から1980年代にかけて、JRA顕彰馬のテンポイントなど数々の八大競走・GI級競走の優勝馬を生産している。牧場および経営者一族名義で馬主も兼ねるオーナーブリーダーであった。

## 歴史

### 創業～1930年代
1897年、吉田権太郎が勇払郡安平村（当時）に創業。軽種馬生産者として日本で最も歴史ある牧場の一つに数えられる。創業からしばらくは道楽に近い形で軍馬の生産を行っていたが、札幌競馬倶楽部の調教師・稗田虎伊の知遇を得て、1920年代からサラブレッド生産にも着手したとされる。
「理想的地域を占め、地積四百余町歩、その施設と管理方法は実に模範的で、私設競馬場まであり、官庁の経営といえども或は及ばぬであろう（中略）馬産地胆振に同牧場のあるは意を強くするに足ると思う」（北海タイムス、1924年11月15日付）と言われた大牧場であった。なお、権太郎が稗田と知り合った経緯について、「セリ市で出会った」としている資料もあるが、日本中央競馬会の広報誌『優駿』1977年7月号に以下のような話が掲載されている（要約）。
権太郎が札幌の宿の帳場で新聞を読んでいると、大阪への長距離電話を掛けている男がいた。漏れ聞く内容から察するに馬の売買の話であったが、優良軍馬が300-400円という時代に、男は1万円、1万2000円という途方もない金額を口にしていた。男が話を終えた後、権太郎は馬生産者と名乗った上でその内容を尋ねると、男は札幌競馬場で調教師をしている稗田虎伊と名乗り、馬主とサラブレッド競走馬の取引について話をしていたのだと語った。サラブレッドという品種を知らなかった権太郎に対し、稗田は「世界で最も優秀な馬」だと力説し、もしも生産する意志があるなら馬を斡旋すると申し出た。これを聞いた権太郎は「どうせ馬を作るなら最高のものを」と決意、のちに追風（父パーナムビュコー、母レスリーカーター）、第二フェアペギー（同インタグリオー、フェアペギー）、プレヴァンス（同コイワヰ、第二プロポンチス）という牝馬3頭が持ち込まれ、吉田牧場のサラブレッド生産が始まった。
ただし、上記と齟齬する話として、安平村から改組された早来町が発行した『顕彰誌』に、権太郎は「牧場の開設以来馬匹の蕃殖育成を終生の事業とし、主としてサラブレツト種を飼育し」とあり、また1908年に農商務省および畜産組合より濠州産牝馬の払い下げを受け、大正初期には「内国産洋種」の種牡馬2頭を繋養し、共進会でも内国産洋種馬の「大正」が壱等賞金牌を受けたとある。

### 1940～1960年代
1940年、権太郎が死去し、息子の吉田一太郎が経営を継いだ。翌1941年末より太平洋戦争が勃発、その戦況悪化に伴い競馬の開催規模は縮小され、やがて休止となった。他の多くの牧場では、維持費がかさむサラブレッドは次々と処分されていったが、一太郎は1頭として処分せず、逆にこの機を利用して下総御料牧場の良血馬・嶋城（父ダイオライト、母月城）を破格の値段で手に入れるなど生産への意欲を失わなかった。終戦を経た1946年7月、日本へ進駐したアメリカ軍（進駐軍）の兵士と家族を慰安するための進駐軍競馬が再開された。良質の競走馬が不足していた中にあって吉田牧場の生産馬は高値で購買されていった。一方、連合国軍最高司令官総司令部（GHQ）が発令した農地解放政策に伴い、当時500ヘクタールあった牧場用地は接収されて半減した。
本格的に競馬が再開されると、吉田牧場生産馬は目立った成績を挙げ始めた。1948年産のヒロホマレは鳴尾記念など20勝を挙げ、その全妹・ヒロイチは1955年の優駿牝馬（オークス）に優勝、生産馬初のクラシック制覇を果たした。1959年にはオーカンがオークスに優勝、1967年にはその産駒・リュウズキが皐月賞に優勝し、史上3組目の母子によるクラシック制覇を達成した。その前年には「クモワカ伝貧事件」（後述）に巻き込まれたクモワカの子・ワカクモが桜花賞に優勝している。輸入外国牝馬が礼賛された当時にあって、一太郎は「国が豊かだった時代に買ってきた、日本に古くからいるサラブレッドの方が優れている」との考えから、戦前から日本に根付く血統からこれらの馬を生産した。種牡馬についても全く流行を追わず、地方競馬出身のトシハヤ（オーカンなどの父）や、アメリカ産馬ながら下級条件馬に終わっていたカバーラップ二世（リュウズキ、ワカクモなどの父）を牧場に導入して重用した。血統に造詣の深い作家の山野浩一は、一太郎の生産手法を次のように解説している。

### 1970年代以降
一太郎は1970年に死去、牧場は三代目の吉田重雄に引き継がれた。重雄は一太郎の血統を守りながらも、「このままでは血が偏って行き詰まる」と危惧し、外国馬も積極的に導入する方針を採った。英オークス優勝馬ジネヴラ、伊オークス優勝馬ケルケニアを購買したのを初めとして、1973年にはアメリカの年間最優秀古牝馬を受賞したタイプキャストを、繁殖牝馬に付けられた価格としては当時史上最高額となる72万5000ドルで購買した。これに先立つ1972年には種牡馬コントライトをイギリスから輸入。コントライトとワカクモとの間に産まれたテンポイントは、1977年の天皇賞（春）と有馬記念に優勝し、同年の年度代表馬に選出された。1980年にはカバーラップ二世とタイプキャストの娘・プリテイキャストが天皇賞（秋）に優勝。1982年にはテンポイントの全弟・キングスポイントが春秋の中山大障害を連覇し、最優秀障害馬に選出された。
1980年代半ば以降、国内おけるGI級競走の優勝馬は出ていないが、1995年にはフジヤマケンザンが香港G1（国際G2）競走の香港国際カップ（現・香港カップ）に優勝、国外のG1級競走を制した最初の日本生産馬となった。同馬の父・ラッキーキャストは重雄が導入したマイスワローとタイプキャストの子、母系は一太郎がこだわった下総御料牧場の系統であった。
2001年11月29日に重雄が死去、牧場はかつて騎手を務めていた重雄の実弟・吉田晴雄が代表者を引き継いだ。

### 競走馬生産の終了
2020年4月2日、火災が発生し在厩中の繁殖牝馬5頭全て焼死した。繁殖牝馬を失ったことに加え、場長である晴雄の体力的な衰えもあり、同年5月をもって競走馬生産を終了することになった。その後、晴雄は同年9月27日に享年77歳で死去している。
一方で、牧場にはこの時点で功労馬としてアブクマポーロ、スティールキャストが繋養されていたが、これらについて晴雄は「最後まで面倒を見ます」と語っている。このうちアブクマポーロは2021年2月21日に死亡した。

## クモワカ伝貧事件
1951年桜花賞2着などの実績を残したクモワカが、1952年夏に流行した家畜伝染病・馬伝染性貧血（伝貧）に罹患したとされ、殺処分命令が下されたことに端を発し、馬主・牧場と行政との間で起こった一連の紛争・騒動を指す。伝貧は非常に感染力が強く、家畜伝染病予防法に基づいて罹患馬の殺処分が義務づけられていたが、クモワカの関係者は様子から見て誤診であると主張し、処分を行わなかった。その後吉田牧場へ送られ、「丘高」と改名して繁殖生活に入ったが、産駒は「殺処分命令を下された馬の仔」であるとして登録を拒否され、これを不服とした馬主側が訴訟を起こすに至った。一審では馬主側が敗訴したが、二審の係争中に登録協会から「健康診断を行い陰性ならば登録を受け付ける」という旨の通告が出され、1963年7月に北海道庁の検診で陰性と認められ、伝貧の診断から12年の歳月を経て3頭の産駒登録が受理された。
丘高はすでに15歳と繁殖牝馬としては高齢となっていたが、同年4月に産んだワカクモが桜花賞に優勝、さらにワカクモの仔であるテンポイント、キングスポイントが活躍し、クモワカの系統は吉田牧場の基礎牝系のひとつとなった。フジヤマケンザン、地方競馬でリーディングサイアーとなったワカオライデン、その兄ワカテンザン、他場の生産であるが1984年の桜花賞優勝馬ダイアナソロンなど、いずれも丘高の子孫である。

## 主な生産馬
八大競走およびGI級競走優勝馬
- ヒロイチ（1952年産 1955年優駿牝馬）
- オーカン（1956年産 1959年優駿牝馬）
- ワカクモ（1963年産 1966年桜花賞など重賞2勝）
- リュウズキ（1964年産 1967年皐月賞、1968年有馬記念など重賞5勝）
- テンポイント（1973年産 1977年天皇賞・春、有馬記念など重賞8勝）
- プリテイキャスト（1975年産 1980年天皇賞・秋など重賞2勝）
- フジヤマケンザン（1989年産 1995年香港国際カップなど重賞5勝）

その他重賞競走優勝馬
- エツザン（1944年産 1948年中山記念・春）
- ヒロホマレ（1948年産 1952年鳴尾記念・春）
- ワカノキング（1956年産 1959年京都特別）
- チトセハーバー（1959年産 阪神3歳ステークスなど重賞2勝）
- ハーバーホープ（1963年産 1965年札幌3歳ステークス）
- アイアンハート（1971年産 1974年カブトヤマ記念）
- キングスポイント（1977年産 1982年中山大障害・春、中山大障害・秋など重賞5勝）
- ワカテンザン（1979年産 1982年きさらぎ賞）
- ワカオライデン（1981年産 1985年朝日チャレンジカップ）
- マジックリボン（1993年産 1999年全日本サラブレッドカップ）

その他の馬
- タイプアイバー（1974年産 種牡馬。ヨーロッパの名馬サーアイヴァーとタイプキャストの仔）
- ラッキーキャスト（1979年産 種牡馬。フジヤマケンザンの父）

### 主な繋養馬
※非吉田牧場生産馬のみ。
種牡馬
- トシハヤ（1971年死亡）
- カバーラップ二世（1980年死亡）
- マイスワロー（1988年用途変更）
- コントライト（1990年死亡）
- マグニテュード（2004年死亡）

繁殖牝馬
- 丘高（1974年死亡）
- タイプキャスト（1981年アメリカへ再輸出）
- ジネヴラ（1982年死亡）
- ケルケニア（1985年用途変更）
- ライデンリーダー（2014年死亡）

## 血縁
日本最大の競走馬管理組織・社台グループを経営する吉田一族と縁戚である。グループ創業者吉田善哉の祖父・吉田善太郎が権太郎の兄に当たり、善太郎は吉田牧場創業に際して権太郎を支援した。善太郎の息子・善助（善哉の父）が社台牧場を創業したことは、権太郎の影響が強かったとされる。また「エーシン」（栄進堂所有馬）名義の競走馬を多数供給しているアメリカのウィンチェスターファームは、重雄の実子である吉田直哉が創業したものである。